# Xylogenes hirticollis
Xylogenes hirticollis is een keversoort uit de familie boorkevers (Bostrichidae). De wetenschappelijke naam van de soort is voor het eerst geldig gepubliceerd in 1897 door Blackburn.